# Guerres confederades d'Irlanda
Les Guerres confederades d'Irlanda, sovint anomenada també la guerra dels onze anys (que deriva de la frase irlandesa Cogadh na hAon-déag mBliana), van tenir lloc a Irlanda entre 1641 i 1653. Irlanda va ser el teatre de les Guerres de les Tres Nacions, una sèrie de guerres civils entre els regnes d'Irlanda, Anglaterra i Escòcia (totes governades per Carles I d'Anglaterra) que també van incloure la guerra civil anglesa i la guerra civil d'Escòcia. Essencialment el conflicte va provocar la revolta dels nadius catòlics contra els colons britànics protestants i els seus defensors d'Anglaterra i Escòcia.

## Descripció general
La guerra va començar amb la rebel·lió dels irlandesos de l'Ulster, durant la qual van matar milers d'escocesos i colons anglesos protestants. La rebel·lió es va expandir a través del país i els nadiusvan crear l'associació dels Confederats catòlics d'Irlanda per a organitzar la resistència de guerra. La confederació consistia en un estat independent i una coalició de tota classe de ciutadans de la societat catòlica, tant gaèlics com vells anglesos. Aquesta unió va professar estar al costat dels cavallers reials durant les guerres civils, però la majoria van lluitar la seva pròpia guerra en defensa dels interessos dels terratinents irlandesos.
Els Confederats van governar gran part de l'illa com a estat sobirà de facto fins a 1649, i van proclamar la seva lleialtat a Carles I. Des de 1641 fins a 1649, van lluitar contra els covenanters escocesos i els exèrcits parlamentaris anglesos. En el context de la guerra civil anglesa, estaven vagament aliats amb els Reialistes anglesos, però es van dividir per la decisió d'enviar-los ajuda militar per tal de socórrer-los en la guerra civil d'Anglaterra. Finalment, mai van enviar tropes a Anglaterra, però sí una expedició a Escòcia per socórrer als Reialistes escocesos, avivant la guerra civil escocesa.
Les guerres van produir una sèrie de forces extremadament fracturades. Els protestants es van dividir en tres faccions principals (Reialistes anglesos, Parlamentaris anglesos i covenanters escocesos) com a resultat de les guerres civils a Anglaterra i Escòcia. Els catòlics es van dividir més d'un cop quant al tema de si la seva principal lleialtat era amb la religió catòlica o amb Carles I.
Les guerres van finalitzar amb la derrota dels Confederats i dels seus aliats els anglesos Reialistes per la conquesta que va dur a terme Oliver Cromwell amb el seu Nou Exèrcit Model en 1649-53.
Les guerres que van succeir a la rebel·lió de 1641 van causar pèrdues massives de vides a l'illa, únicament comparades en la història del país amb la gran fam que va sofrir en 1845. El Parlament anglès, va organitzar la confiscació massiva de terres que pertanyien als irlandesos com a càstig per la revolta i per fer-los pagar per la guerra. Encara que part de les terres van ser retornades als seus propietaris després de 1660 en restaurar-se la monarquia a Anglaterra, aquest període va marcar la fi efectiva de l'antiga classe terratinent catòlica d'Irlanda.

## La conspiració d'octubre de 1641
La rebel·lió de 1641 estava destinada a ser una ràpida i sagnant presa del poder d'Irlanda per part d'un petit grup de conspiradors dirigits per Phelim O'Neill. Petites bandes de familiars i persones a càrrec seu es van mobilitzar a Dublín, Wicklow i Ulster, per prendre edificis estratègics com el castell de Dublín. En haver-hi tan sols un petit nombre de soldats anglesos estacionats a l'illa, s'estimava raonable l'èxit del pla. Havent aconseguit aquest propòsit, les guarnicions angleses restants del país podrien haver-se rendit, deixant als irlandesos en posició de força per negociar les seves demandes de reforma civil, tolerància religiosa i autogovern irlandès. No obstant això, el pla va ser traït en l'últim moment i com a resultat, la rebel·lió va degenerar en violència anàrquica. A continuació del començament de les hostilitats, l'enorme aversió de la població nativa irlandesa pels colons protestants va esclatar en violència desmesurada.

## La rebel·lió 1641-1642
Entre 1641 i començaments del 1642, la lluita a Irlanda estava marcada per atacs de petits grups reclutats pels nobles locals o formats per civils, membres de grups ètnics o religiosos oposats. Al principi, foren sobretot els catòlics de l'Ulster els qui, aprofitant-se del buit de poder imperant, es van dedicar a ajustar comptes amb els colons protestants que s'havien instal·lat a Irlanda gràcies al procés colonitzador dut a terme pels anglesos. En un primer moment, la noblesa catòlica va tractar de contenir l'escalada de violència, però quan va estar clar que el govern de Dublín no anava a fer distincions a l'hora de castigar els catòlics, va participar en els atacs als protestants i es va enfrontar a les tropes angleses enviades per sufocar la rebel·lió. A les àrees de major densitat protestant, com Cork, Dublín, Carrickfergus o Derry, els colons van crear les seves pròpies milícies per defensar-se i contenir als rebels. Tots els bàndols es van emprar amb extrema crueltat en aquesta primera fase de la guerra. Al voltant de 4.000 protestants van ser massacrats i uns altres 12.000 van morir d'inanició després de ser expulsats de les seves llars. Durant un dels fets més notoris, els habitants protestants de Portadown van ser fets presoners i massacrats al pont de la localitat. Els colons van respondre, com el govern de Dublín amb atacs a la població civil irlandesa. Es van produir matances de catòlics a l'illa de Rathlin i a en molts altres llocs. Els rebels de l'Ulster van aconseguir derrotar a una força governamental en la batalla de Julianstown, però no van aconseguir prendre la propera ciutat de Drogheda i es van dispersar en el seu avanç cap a Dublín.
A principis de 1642, les forces rebels es concentraven en quatre punts; a Ulster, sota el comandament de Phelim O'Neill; a la Palissada al voltant de Dublín, sota el vescomte Gormanstown; al sud-est, territori dels Butler -destacant Richard Butler, III vescomte de Mountgarret- i al sud-oest, encapçalats per Donagh MacCarthy, vescomte de Muskerry.

## Les guerres confederades. 1642-1648

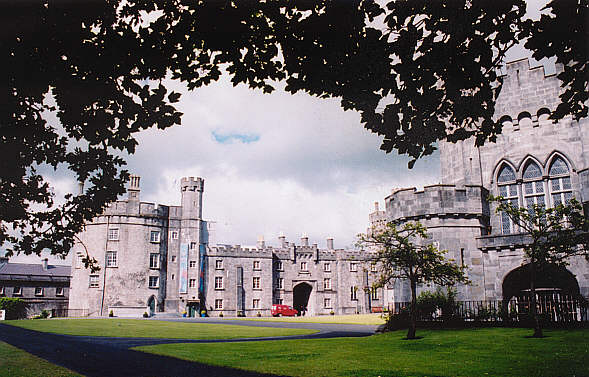
Castell de Kilkenny, lloc de reunió de l'Assemblea General Confederada.

El rei Carles I d'Anglaterra va enviar un gran exèrcit a Irlanda l'any 1642 amb la finalitat de sufocar la rebel·lió, el mateix que els Covenanters escocesos. L'exèrcit escocès va expulsar els rebels de l'Ulster, i l'anglès va aconseguir alliberar Dublín. Els catòlics irlandesos van formar llavors la Confederació catòlica, amb capital a Kilkenny, i van procedir a reclutar el seu propi exèrcit. Els confederats van aconseguir mantenir en el seu poder diverses ciutats portuàries com Waterford i Wexford, a través de les quals podrien rebre ajuda de les potències catòliques continentals. Molts irlandesos catòlics es van unir a la Confederació, amb algunes excepcions, com la del comte de Clanricarde, que va preferir romandre neutral. Els rebels disposaven d'algunes milícies i de les tropes particulars dels nobles, comandades per aristòcrates inexperts com Lord Mountgarret. Van ser derrotats per les tropes angleses i escoceses a les batalles de Liscarroll, Kilrush, New Ross i Glenmaquinn.
No obstant això, l'esclat de la Primera guerra civil anglesa va provocar que moltes de les tropes angleses fossin cridades per lluitar amb els reialistes, abandonant Irlanda i donant un respir als confederats.
A mitjan 1642, Carles I va confirmar les Actes dels Aventurers; aquesta disposició pretenia obtenir fons per a la lluita contra els rebels irlandesos. Els diners rebuts per la corona dels inversors, seria reemborsat amb el lliurament o venda de les terres que s'aconseguissin confiscar als confederats. Aquesta llei va servir per mobilitzar encara més als irlandesos en la seva lluita; a més de per la seva llibertat religiosa, lluitaven per mantenir les seves possessions.
Els Confederats van escombrar del seu territori les guarnicions enemigues, quedant únicament Ulster, Cork i Dublín en mans de les tropes angleses i escoceses. Garret Barry va aconseguir prendre Limerick en 1642, mentre que la població civil de Galway va aconseguir rendir a la guarnició anglesa a la ciutat en 1643. La resta de forces britàniques a Irlanda es van dividir amb motiu de la Guerra Civil Anglesa. La guarnició de Cork, comandada per Murrough O'Brien, I comte d'Inchiquin, es va situar de costat dels parlamentaris, igual que els protestants de Derry; no obstant això, les tropes acantonades a l'est de l'illa, dirigides pel comte d'Ormonde van prendre partit pel rei. L'exèrcit dels Covenanters escocesos, amb base a Carrickfergus, seguia les instruccions del govern d'Edimburg, i es va mantenir en el bàndol parlamentari fins a 1647.
L'Exèrcit Confederat va desaprofitar l'oportunitat brindada per la Guerra civil anglesa per reconquistar i reorganitzar Irlanda. Van signar una treva amb els Reialistes en 1643 i van passar els tres anys següents immersos en negociacions infructuoses amb ells. No va ser fins a 1646 en què van decidir iniciar l'ofensiva decidida contra els enclavaments Protestants d'Irlanda. Entre 1642 i 1646, la guerra a Irlanda es va limitar a una successió d'assalts i escaramuses sense transcendència bèl·lica. Tots els bàndols implicats van emprar tàctiques de terra cremada, tractant d'afeblir als seus oponents mitjançant la crema de collites i el tall de subministraments. Això va causar una gran pèrdua de vides humanes, especialment entre la població civil, que es va veure assolada per la fam i les epidèmies. En 1644, els Confederats van organitzar una expedició contra els escocesos de l'Ulster, però no van aconseguir capturar cap territori important.

### Estancament
Aquesta situació va permetre als Confederats guanyar temps per crear un exèrcit regular. Van implementar un sistema fiscal per tot el país, amb centre a Kilkenny. Van rebre, a més, suport econòmic de França, Espanya i el Vaticà. Els exèrcits confederats estaven manats per soldats professionals irlandesos com Thomas Preston i Owen Roe O'Neill, que havia servit en l'exèrcit espanyol durant les guerres dels trenta i vuitanta anys. En total, els Confederats van ser capaços de reunir 60.000 homes durant el curs de la guerra.
Al sud de país, els Confederats van aconseguir estrènyer el territori entorn de Cork cap a 1644-1645, aconseguint prendre Bandon, però van ser incapaços d'eliminar la guarnició d'Inchiquin. El seu major èxit va ser la presa de Duncannon, dirigida per Thomas Preston, el gener de 1645, amb el que es va aconseguir expulsar els parlamentaris. No obstant això, una acció combinada de les tropes de Munster i Ulster, i encapçalada per Preston i Castlehaven va fracassar en el seu intent de prendre Youghal. Youghal estava en possessió d'una força parlamentària molt més potent que la de Duncannon, i els problemes de proveïment van fer als Confederats abandonar el lloc al març de 1645.

### Refugiats
Durant els primers anys de la guerra, es va produir un massiu desplaçament de civils, ja que tots dos bàndols es van dedicar a practicar la neteja ètnica als seus territoris. En la fase inicial de la rebel·lió de 1641, els colons protestants van buscar refugi a les ciutats emmurallades de Cork, Dublín o Derry, o van fugir a Anglaterra. Quan l'Ulster va ser ocupat pels Covenanters escocesos en 1642, es van produir represàlies contra la població civil catòlica irlandesa. S'estima que entorn de 30.000 persones van fugir de l'Ulster en 1642 cap a territoris en poder de la Confederació. Molts d'aquests refugiats van passar a formar part de l'Exèrcit de l'Ulster encapçalat per Owen Roe O'Neill, vivint en grups anomenats "creaghts" organitzats segons les estructures de clan. A la resta d'Irlanda, els atacs a civils van ser menys virulents, encara que la "terra de ningú" entre confederats i anglesos a les províncies de Leinster i Munster va ser repetidament assaltada i cremada pels uns i altres, la qual cosa va provocar la fugida de la població civil.

### Victòria i derrota dels Confederats

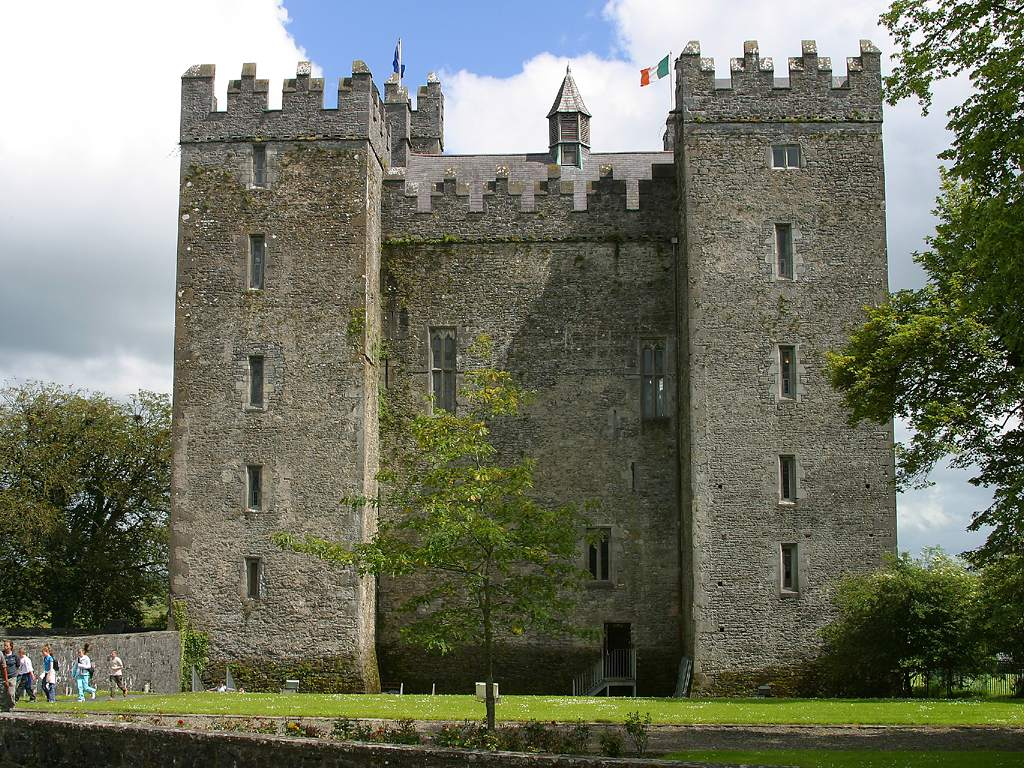
Castell de Bunratty, assetjat i pres pels Confederats irlandesos en 1646. Una de les victòries confederades d'aquest any

No obstant això, aquesta situació es va trencar en 1646, després de la fi de la primera Guerra civil anglesa. Els Confederats van abandonar les negociacions amb els Reialistes derrotats i van tractar de conquistar Irlanda abans que el Parlament anglès pogués llançar una invasió. L'arribada del nunci papal, Giovanni Battista Rinuccini, amb diners i armes va contribuir a aixecar la moral de les tropes. Van aconseguir capturar el Castell de Bunratty a Clare, derrotar a un exèrcit escocès en Benburb i conquistar la població de Sligo. A la fi d'aquest mateix any, els exèrcits confederats d'Ulster i Leinster, comandats per Owen Roe O'Neill i Thomas Preston (18.000 homes en total) van posar lloc a la ciutat de Dublín en poder d'una guarnició reialista a les ordres d'Ormonde. Ormonde havia devastat tota la zona circumdant, per la qual cosa els confederats, sense proveïments, van haver d'aixecar el lloc. Ormonde, que va dir que "preferia els rebels anglesos als irlandesos", va abandonar Dublín i va tornar amb un exèrcit parlamentari encapçalat per Michael Jones, mentre que nous reforços desembarcaven a Cork.
Durant 1647, els parlamentaris van batre als Confederats en una llarga sèrie de batalles, forçant-los a unir-se a la coalició Reialista per contenir a la invasió parlamentària. L'agost de 1647, l'Exèrcit de Leinster de Preston va ser aniquilat en Dungans Hill pels parlamentaris de Jones quan marxava a Dublín. Eren les millors tropes confederades, i la pèrdua dels seus homes i armament va constituir un seriós revés per a la Confederació. Per la seva banda, els parlamentaris situats a Cork van devastar el territori Confederat a Munster, fent que la fam s'estengués entre la població civil. Al setembre van saquejar Cashel, prenent la ciutat i passant a degolla tota la població, defensors i civils, incloent-hi diversos clergues catòlics. Quan l'exèrcit irlandès de Munster se'ls va enfrontar en la batalla de Knocknanuss al novembre, els Confederats van ser completament derrotats. La ciutat de Sligo va ser conquistada per un exèrcit format per colons britànics de l'Ulster. Les batalles durant aquesta fase de la guerra van ser terriblement sagnants: en les batalles entre 1646-1647, els derrotats perdien gairebé la meitat dels seus homes en cada enfrontament, la gran majoria durant la retirada. Es calcula que entre 7.000 i 8.000 irlandesos van perdre la vida en el camp de batalla entre els tres majors enfrontaments de 1647. Aquesta sèrie de derrotes va obligar els Confederats a arribar a un acord amb els Reialistes i a posar les tropes sota el seu control. Després de diverses disputes internes, els Confederats van dissoldre la seva associació en 1648 i van acceptar James Butler com a comandant en cap de la coalició Reialista a Irlanda. Inchiquin, comandant parlamentari a Cork, es va unir a les files reialistes després de l'arrest de Carles I.
Els Confederats es van dividir davant la decisió d'unir-se als reialistes. Rinuccini va amenaçar d'excomunicar aquells que no acceptessin el pacte. Per a ell fou especialment delicat el tema de l'aliança amb Inchiquin, que havia massacrat catòlics en 1647. Va haver-hi un breu període de guerra civil en 1648 entre l'exèrcit de l'Ulster d'Owen Roe O'Neill, que es va negar a acceptar l'acord, i l'aliança creada entre Confederats i Reialistes. Finalment, O'Neill es va veure obligat a desistir. Durant aquest període, els Confederats van deixar passar una altra oportunitat excepcional per consolidar-se a Irlanda mentre Anglaterra es debatia en la Segona Guerra Civil de 1648 a 1649.

## La Guerra Cromwelliana 1649-1653

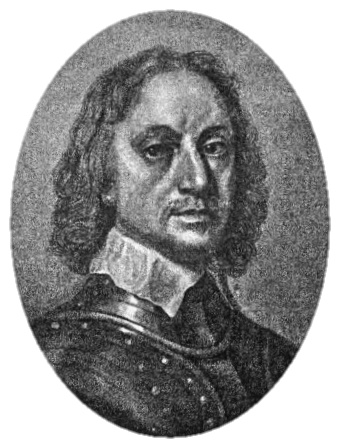
Oliver Cromwell va desembarcar a Irlanda en 1649 amb la missió de reconquistar Irlanda per al Parlament anglès. Va tornar en 1650, havent conquistat el sud i l'est d'Irlanda, traspassant el comandament a Henry Ireton.

La coalició Confederada Reialista va passar diversos mesos lluitant contra Owen Roe O'Neill i altres antics Confederats, perdent un preciós temps per preparar-se enfront de la imminent invasió parlamentària. O'Neill es va unir finalment als Confederats. L'agost de 1649, Ormonde va intentar prendre Dublín, però va ser derrotat en la batalla de Rathmines per Michael Jones. Oliver Cromwell va desembarcar poc després al capdavant del seu Nou Exèrcit Model. Mentre que els Confederats havien estat incapaços de derrotar els seus enemics després de vuit anys de lluites, Cromwell va aconseguir conquistar tota l'illa en tres anys, gràcies a l'ocupació de tropes ben subministrades, preparades i armades (especialment, artilleria). Més encara, va comptar amb una gran quantitat de recursos humans, econòmics i financers per realitzar la campanya.

### La conquesta de Cromwell
La seva primera acció va consistir a assegurar la costa est d'Irlanda per garantir les comunicacions i els subministraments des d'Anglaterra. A aquesta finalitat, va conquistar Drogheda i Wexford, massacrant als defensors d'ambdues ciutats. Va enviar forces al nord per tractar d'enllaçar amb l'exèrcit de colons britànics que s'havia creat en l'Ulster. Aquells colons que havien recolzat als Covenanters escocesos i als Reialistes van ser derrotats pels parlamentaris en la batalla de Lisnagarvey.
Ormonde va fracassar en el seu intent d'organitzar una defensa militar en el sud d'Irlanda. Va basar la seva estratègia en ciutats emmurallades, que Cromwell va prendre sistemàticament gràcies a la seva ben proveïda artilleria. De totes maneres, els exèrcits de camps de Confederats i Reialistes no van aconseguir mantenir cap dels punts estratègics en el seu poder, i la contínua sèrie de derrotes i retirades va acabar per desmoralitzar-los. L'únic revés de certa entitat sofert pels parlamentaris va tenir lloc a Clonmel, on l'exèrcit de Cromwell va sofrir baixes significatives, si bé moltes d'elles per malaltia. La guarnició de Cork després d'haver-se passat del bàndol parlamentari al reialista en 1648, va tornar a estar del costat parlamentari. Cromwell va tornar a Anglaterra en 1650, deixant Henry Ireton al capdavant de les tropes.
Al nord, un exèrcit format per Parlamentaristes i colons anglesos va aniquilar l'exèrcit irlandès de l'Ulster a Scarrifholis. Ormonde va caure en descrèdit i va fugir a França, sent reemplaçat per Ulick Burke, comte de Clanricarde. En 1651, les restes de les forces Reialistes/Irlandeses estaven concentrades a l'oest del Shannon, i conservaven únicament les ciutats fortificades de Limerick i Galway i un enclavament al comtat de Kerry defensat per Donagh MacCarthy, vescomte de Muskerry. Ireton va assetjar Limerick mentre que l'exèrcit parlamentari del nord sota Charles Coote assetjava Galway. Muskerry va intentar alleujar la situació de Limerick marxant cap al nord des de Kerry, però va ser derrotat per Roger Boyle en la batalla de Knocknaclashy. Limerick i Galway estaven massa ben defensades per a prendre-les per assalt, però, després d'un llarg bloqueig, la fam i la malaltia van obligar a rendir Limerick en 1651 i Galway en 1652. Waterford i Duncannon es van rendir en 1651.

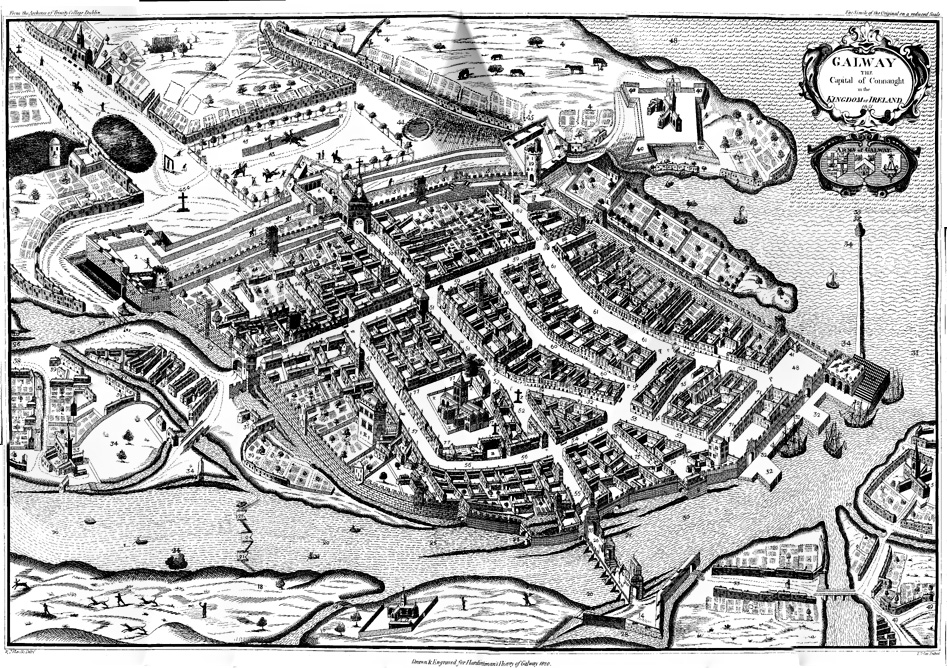
La ciutat fortificada de Galway en 1651. Va ser l'últim bastió irlandès a caure en mans dels parlamentaris en 1652.

### Guerra de Guerrilles
Aquesta va ser la fi de la resistència irlandesa organitzada, però a causa de les dures condicions imposades per Cromwell, moltes unitats van decidir continuar la lluita com guerrilles o "tories", com van ser coneguts en el seu moment. Les tories, usualment formada per soldats Confederats, operaven des de zones muntanyenques com Wicklow, atacant grups vulnerables de parlamentaris i dificultant els seus proveïments i comunicacions. Com a resposta, els parlamentaris procedien a desnonar la població civil de les zones on es refugiaven els guerrillers i cremaven les seves collites. Com a resultat, la fam es va estendre ràpidament pel país, agreujada per un brot de pesta negra. L'últim exèrcit irlandès pròpiament dit es va rendir a Cavan l'abril de 1653, quan l'exèrcit anglès els va autoritzar a sortir de l'illa per servir en l'exèrcit francès, on s'havia exiliat el govern reialista. De totes maneres, qualsevol força capturada en aquesta fase de la guerra era, o ben executada, o ben deportada a les colònies penals de les Índies Occidentals. Fins i tot després del final formal de la guerra i la rendició irlandesa, el país va viure en un estat d'agitació constant, amb violència a petita escala, durant la resta de la dècada.

## El Preu
El preu en vides del conflicte va ser elevat. William Petty, membre de l'expedició de Cromwell i que va realitzar el primer estudi demogràfic d'Irlanda en la dècada de 1650 (el Down Survey), va concloure que, entre 400.000 i 620.000 persones havien mort a Irlanda entre 1641 i 1653. La xifra real va ser probablement inferior, però la més baixa considerada suggereix sobre 200.000 morts, la qual cosa en un país amb una població d'1,5 milions d'habitants representa una mortalitat considerable. S'ha estimat que dos terços aproximadament de les morts van ser civils. La derrota irlandesa va portar a la confiscació massiva de les terres propietat de catòlics i a la dominació Protestant Anglesa d'Irlanda durant els segles següents.
Les guerres, especialment la conquesta de Cromwell van deixar una profunda empremta en la memòria irlandesa. La poesia gaèlica de la postguerra tracta de la falta d'unió entre els catòlics i la Confederació, i les seves constants lluites internes, a les quals es culpa del fracàs davant Cromwell. Un altre tema comú és el lament de les velles classes propietàries d'irlandesos catòlics, que van ser destruïts en les guerres, i de la crueltat de les forces parlamentàries. Vegeu també" Poesia irlandesa.

## Apèndix: Aliances canviants
Les Guerres Confederades d'Irlanda van ser un conflicte complex en el qual quatre grans exèrcits van entrar en combat: els Reialistes lleials al rei Carles I, els Covenanters escocesos (enviats a l'Ulster en 1642 per a protegir els colons anglesos i escocesos de les massacres que van seguir la rebel·lió irlandesa de 1641), l'exèrcit parlamentari i l'exèrcit Confederat Irlandès. Durant les guerres, tots aquests exèrcits van entrar en combat en un o un altre costat. Per complicar encara més la situació, en 1648 es va produir un enfrontament entre faccions dels Confederats Irlandesos.
Els Confederats Irlandesos': Creats a l'octubre de 1642, la Confederació de Kilkenny va ser inicialment un moviment rebel dels catòlics irlandesos, enfrontats a les tropes angleses enviades després de la rebel·lió de 1641, encara que sempre van afirmar estar en guerra contra els consellers del rei, no amb el mateix rei. Es van enfrontar també a l'exèrcit escocès a l'Ulster. Entre 1642 i 1649, els Confederats van aconseguir el control en la major part d'Irlanda, a excepció de l'est i oest de l'Ulster, Cork i Dublín. En 1643 es va arribar a una treva amb els Reialistes després de l'esclat de la Guerra civil a Anglaterra i es van iniciar negociacions perquè els confederats entressin en la guerra civil dins del bàndol reialista. No obstant això, les negociacions es van trencar davant la negativa dels reialistes a signar un tractat que reconegués la posició de l'església catòlica i retornés les terres confiscades als irlandesos catòlics. Després d'aquesta ruptura, els reialistes van lliurar moltes de les seves places als parlamentaris durant 1646. No obstant això, després de noves negociacions, finalment es va arribar a un acord entre Reialistes i Confederats en 1648. Alguns Confederats (especialment a l'Ulster), es van oposar al tractat, iniciant una petita Guerra Civil entre els catòlics, durant la qual el Parlament anglès va fer costat a l'Exèrcit de l'Ulster.
Els Covenanters escocesos van arribar a Irlanda a principis de 1642 per sufocar l'aixecament de 1641 i protegir les vides i propietats dels colons Protestants en l'Ulster. Van controlar la major part de la zona oriental de l'Ulster durant la guerra, però la seva derrota a Benburb davant els Confederats va afeblir severament la seva posició. Es van enfrontar als Confederats amb el suport del Parlament anglès entre 1642 i 1648. Després de la ruptura de l'aliança entre parlamentaris i Covenanters, les forces escoceses a l'Ulster es van unir als Confederats i als Reialistes en 1649 per combatre a les tropes del Parlament anglès.
L'Exèrcit Parlamentari va obtenir el seu primer èxit a Irlanda en 1644, quan la tropa protestant amb base a Cork i dirigida per Inchiquin es va passar als parlamentaris davant l'alto el foc signat amb els Confederats. L'exèrcit format pels colons Protestants en el nord-oest conegut com "l'exèrcit de Lagan", es va unir als parlamentaris en 1644, en considerar que era l'opció més fiable i anticatòlica. Dublín també va caure en mans parlamentàries en 1646, quan els reialistes la van lliurar als parlamentaris davant l'amenaça de la conquesta pels Confederats. En 1648, els parlamentaris van recolzar durant un breu període Owen Roe O'Neill en la seva lluita contra els Confederats, donant lloc a una aliança entre ultracatòlics i puritans que va durar poc temps. Finalment, els catòlics de l'Ulster es van unir a la coalició Confederada-Reialista després de la invasió de Cromwell a l'agost de 1649. L'immens poder militar del Nou Exèrcit Model va aconseguir conquistar Irlanda en quatre anys, la qual cosa va permetre engegar l'Acta dels Aventurers, que preveia la venda de terres irlandeses per finançar les despeses de conquesta.
Els Reialistes, dirigits per Ormonde van mantenir enfrontaments amb els catòlics irlandesos entre 1641 i 1643 i la seva principal base va ser Dublín. En 1643 van signar un alto-el-foc amb els Confederats, que va finalitzar en 1646, encara que en 1648 es van aliar als Confederats irlandesos i als Covenanters escocesos per fer front a l'exèrcit de Cromwell. Ormonde es va mostrar força inepte a l'hora de planificar la defensa enfront de Cromwell, per la qual cosa va ser substituït pels líders de la Confederació.